# Migliori assist leader ABA
In questa pagina sono elencati i giocatori che hanno fatto più assist nella stagione regolare ABA dal 1967 al 1976, ovvero fino alla data della fusione con l'NBA.

## Classifica
|  | Eletto nella Basketball Hall of Fame |

| #  | Nome               | Assist | Partite | Media Assist | Ruolo | Esordio | Finale | Squadre |
| -- | ------------------ | ------ | ------- | ------------ | ----- | ------- | ------ | --- |
| 1  | Louie Dampier      | 4044   | 728     | 5,60         | PG    | 1967    | 1976   | Kentucky Colonels |
| 2  | Mack Calvin        | 3067   | 533     | 5,80         | PG    | 1969    | 1976   | Los Angeles Stars, The Floridians, Carolina Cougars, Denver Nuggets, Virginia Squires |
| 3  | Bill Melchionni    | 3044   | 502     | 6,10         | PG    | 1969    | 1976   | New York Nets |
| 4  | Freddie Lewis      | 2883   | 686     | 4,20         | PG/SG | 1967    | 1976   | Indiana Pacers, Memphis Sounds, Spirits of St. Louis |
| 5  | Jimmy Jones        | 2786   | 546     | 5,10         | PG/SG | 1967    | 1974   | New Orleans Buccaneers/Memphis Pros, Utah Stars |
| 6  | Ron Boone          | 2569   | 662     | 3,90         | SG    | 1968    | 1976   | Dallas Chaparrals/Texas Chaparrals, Utah Stars, Spirits of St. Louis |
| 7  | Larry Brown        | 2509   | 376     | 6,70         | PG    | 1967    | 1972   | New Orleans Buccaneers, Oakland Oaks/Washington Caps/ Virginia Squires, Denver Rockets |
| 8  | Chuck Williams     | 2420   | 500     | 4,80         | PG    | 1970    | 1976   | Pittsburgh Condors, Denver Rockets/Denver Nuggets, San Diego Conquistadors, Kentucky Colonels, Memphis Sounds                                                                                                |
| 9  | Warren Jabali      | 2389   | 447     | 5,30         | SG/PG | 1968    | 1975   | Oakland Oaks/Washington Caps,Indiana Pacers, The Floridians, Denver Rockets, San Diego Sails |
| 10 | Roger Brown        | 2315   | 605     | 3,80         | SF    | 1967    | 1975   | Indiana Pacers, Memphis Sounds, Utah Stars |
| 11 | Fatty Taylor       | 2275   | 561     | 4,10         | PG    | 1969    | 1976   | Washington Caps, Virginia Squires, Denver Nuggets |
| 12 | Gerald Govan       | 2164   | 681     | 3,20         | C/PF  | 1967    | 1976   | New Orleans Buccaneers/Memphis Pros, Utah Stars, Virginia Squires |
| 13 | Donnie Freeman     | 2121   | 584     | 3,60         | SG    | 1967    | 1975   | Minnesota Muskies/Miami Floridians, Utah Stars, Dallas Chaparrals/San Antonio Spurs, Indiana Pacers |
| 14 | Bill Keller        | 1980   | 556     | 3,60         | SG/PG | 1969    | 1976   | Indiana Pacers |
| 15 | Julius Erving      | 1952   | 407     | 4,80         | SF    | 1971    | 1976   | Virginia Squires, New York Nets |
| 16 | Ralph Simpson      | 1878   | 487     | 3,90         | SG    | 1970    | 1976   | Denver Rockets/Denver Nuggets |
| 17 | Al Smith           | 1793   | 337     | 5,30         | PG/SF | 1971    | 1976   | Denver Rockets, Utah Stars |
| 18 | Larry Jones        | 1760   | 456     | 3,90         | PG/SG | 1967    | 1973   | Denver Rockets, The Floridians, Utah Stars, Dallas Chaparrals |
| 19 | Glen Combs         | 1639   | 465     | 3,50         | PG/SG | 1968    | 1975   | Dallas Chaparrals, Utah Stars, Memphis Tams, Virginia Squires |
| 20 | George Lehmann     | 1557   | 310     | 5,00         | PG/SG | 1968    | 1974   | Los Angeles Stars, New York Nets, Miami Floridians, Carolina Cougars, Memphis Pros/Memphis Tams |
| 21 | Don Buse           | 1505   | 318     | 4,70         | PG/SG | 1972    | 1976   | Indiana Pacers |
| 22 | Walt Simon         | 1486   | 541     | 2,70         | SF    | 1967    | 1974   | New York Nets, Kentucky Colonels |
| 23 | Steve Jones        | 1452   | 640     | 2,30         | SG    | 1967    | 1975   | Oakland Oaks, New Orleans Buccaneers, Dallas Chaparrals, Denver Rockets, Spirits of St. Louis |
| 23 | Willie Wise        | 1452   | 475     | 3,10         | SF/PF | 1969    | 1976   | Utah Stars, Virginia Squires |
| 25 | James Silas        | 1413   | 328     | 4,30         | SG/PG | 1972    | 1976   | Dallas Chaparrals/San Antonio Spurs |
| 26 | Joe Caldwell       | 1390   | 314     | 4,40         | SF/SG | 1970    | 1975   | Carolina Cougars/Spirits of St. Louis |
| 27 | Ted McClain        | 1368   | 377     | 3,60         | SG    | 1971    | 1976   | Carolina Cougars, Kentucky Colonels, New York Nets |
| 28 | Rich Jones         | 1348   | 474     | 2,80         | SF/PF | 1969    | 1976   | Dallas Chaparrals, San Antonio Spurs, New York Nets |
| 29 | Gene Littles       | 1348   | 450     | 3,00         | PG    | 1969    | 1975   | Carolina Cougars, Kentucky Colonels |
| 29 | George Thompson    | 1336   | 364     | 3,70         | SG/PG | 1969    | 1974   | Pittsburgh Pipers, Memphis Tams |
| 31 | Cincy Powell       | 1330   | 599     | 2,20         | SG    | 1967    | 1975   | Dallas Chaparrals, Kentucky Colonels, Utah Stars, Virginia Squires |
| 32 | Artis Gilmore      | 1273   | 420     | 3,00         | C     | 1971    | 1976   | Kentucky Colonels |
| 33 | Jim O'Brien        | 1244   | 303     | 4,10         | C     | 1971    | 1976   | Pittsburgh Condors, Kentucky Colonels, San Diego Conquistadors |
| 34 | John Roche         | 1240   | 317     | 3,90         | SG/PG | 1971    | 1976   | New York Nets, Kentucky Colonels, Utah Stars |
| 35 | Joe Hamilton       | 1208   | 344     | 3,50         | PG    | 1970    | 1976   | Texas Chaparrals/Dallas Chaparrals/San Antonio Spurs, Kentucky Colonels, Utah Stars |
| 36 | Doug Moe           | 1197   | 378     | 3,20         | SF    | 1967    | 1972   | New Orleans Buccaneers, Oakland Oaks/Virginia Squires Carolina Cougars |
| 36 | Jim Eakins         | 1197   | 652     | 1,80         | C/PF  | 1968    | 1976   | Oakland Oaks/Washington Caps/Virginia Squires, Utah Stars, New York Nets |
| 38 | Mike Gale          | 1181   | 389     | 3,00         | SG/PG | 1971    | 1976   | Kentucky Colonels, New York Nets, San Antonio Spurs |
| 39 | Johnny Neumann     | 1177   | 372     | 3,20         | SG/SF | 1971    | 1976   | Memphis Pros, Utah Stars, Virginia Squires, Indiana Pacers, Kentucky Colonels |
| 40 | Billy Paultz       | 1163   | 487     | 2,40         | C     | 1970    | 1976   | New York Nets, San Antonio Spurs |
| 41 | Larry Miller       | 1155   | 486     | 2,40         | SG    | 1968    | 1975   | Los Angeles Stars, Carolina Cougars, San Diego Conquistadors, Virginia Squires |
| 42 | Wil Jones          | 1141   | 566     | 2,00         | SF/PF | 1969    | 1976   | Miami Floridians, Memphis Pros/Memphis Tams, Kentucky Colonels |
| 43 | Mel Daniels        | 1134   | 628     | 1,80         | C     | 1967    | 1975   | Minnesota Muskies, Indiana Pacers, Memphis Sounds |
| 44 | George McGinnis    | 1104   | 314     | 3,50         | PF/SF | 1971    | 1975   | Indiana Pacers |
| 45 | Dan Issel          | 1103   | 500     | 2,20         | PF/C  | 1970    | 1976   | Kentucky Colonels, Denver Nuggets |
| 46 | Trooper Washington | 1027   | 426     | 2,40         | PF/C  | 1967    | 1973   | Pittsburgh Pipers/Minnesota Pipers, Los Angeles Stars, The Floridians, New York Nets |
| 47 | Jeff Congdon       | 1002   | 306     | 3,30         | PG    | 1967    | 1972   | Anaheim Amigos, Denver Rockets, Utah Stars, New York Nets, Dallas Chaparrals |
| 47 | Brian Taylor       | 1002   | 271     | 3,70         | PG    | 1972    | 1976   | New York Nets |
| 49 | Red Robbins        | 1001   | 586     | 1,70         | C/PF  | 1967    | 1975   | New Orleans Buccaneers, Utah Stars, San Diego Conquistadors, Kentucky Colonels, Virginia Squires |
| 50 | Mike Lewis         | 1000   | 337     | 3,00         | C     | 1968    | 1974   | Indiana Pacers, Carolina Cougars, Minnesota Pipers/Pittsburgh Pipers/Pittsburgh Condors |
| 51 | Charlie Williams   | 992    | 372     | 2,70         | SG/PG | 1967    | 1973   | Pittsburgh Pipers, Memphis Pros, Utah Stars |
| 52 | Bob Verga          | 987    | 321     | 3,10         | SG/PG | 1967    | 1972   | Dallas Chaparrals, Denver Rockets, New York Nets, Houston Mavericks/Carolina Cougars, Pittsburgh Condors |
| 53 | Stew Johnson       | 984    | 647     | 1,50         | PF    | 1967    | 1976   | Kentucky Colonels, New Jersey Americans/New York Nets, Pittsburgh Pipers/Pittsburgh Condors, Houston Mavericks/ Carolina Cougars, San Diego Conquistadors/San Diego Sails, Memphis Sounds, San Antonio Spurs |
| 54 | George Carter      | 958    | 478     | 2,00         | SF    | 1969    | 1976   | Virginia Squires, Pittsburgh Condors,Carolina Cougars, New York Nets, Memphis Sounds, Utah Stars |
| 55 | Byron Beck         | 945    | 694     | 1,40         | C/PF  | 1967    | 1976   | Denver Rockets/Denver Nuggets |
| 56 | Warren Davis       | 944    | 447     | 2,10         | PF/SF | 1967    | 1973   | Anaheim Amigos/Los Angeles Stars, Pittsburgh Pipers, The Floridians, Carolina Cougars, Memphis Pros |
| 57 | Rick Barry         | 935    | 226     | 4,10         | SF    | 1968    | 1972   | Oakland Oaks/Washington Caps, New York Nets |
| 58 | Goose Ligon        | 910    | 434     | 2,10         | PF    | 1967    | 1974   | Kentucky Colonels, Pittsburgh Condors, Virginia Squires |
| 59 | Bob Warren         | 898    | 486     | 1,80         | SG    | 1967    | 1974   | Los Angeles Stars/Utah Stars, Memphis Pros, Carolina Cougars, Dallas Chaparrals/San Antonio Spurs, San Diego Sails                                                                                           |
| 60 | Darel Carrier      | 896    | 350     | 2,60         | SG    | 1967    | 1973   | Kentucky Colonels, Memphis Tams |